# 秋津村 (新潟県佐渡郡)
秋津村（あきつむら）は、かつて新潟県佐渡郡にあった村。

## 地理
- 島嶼：佐渡島

## 沿革
- 1889年（明治22年）4月1日 - 町村制施行に伴い加茂郡秋津村、潟端村が合併し、秋津村が発足。
- 1896年（明治29年）4月1日 - 郡の統合により佐渡郡に所属[1]。
- 1901年（明治34年）11月1日 - 佐渡郡吉井村、長江村と合併し、吉井村を新設して消滅。